# Rich Moore
Rich Moore (sinh ngày 10 tháng 5 năm 1963) là một đạo diễn, nhà biên kịch, nghệ sĩ lồng tiếng phim hoạt hình và đối tác sáng tạo của Rough Draft Studios và Walt Disney Animation Studios. Ngoài việc tham gia đạo diễn bộ phim hoạt hình Ráp-phờ đập phá (2012) và đồng đạo diễn bộ phim Phi vụ động trời (2016) của Disney, ông cũng tham gia hợp tác với các loạt phim hoạt hình nổi tiếng như The Simpsons, The Critic và Futurama. Ông đã hai lần thắng giải Emmy, ba lần thắng giải Annie và một lần giành được tượng vàng Oscar.

## Tiểu sử
Moore được sinh ra và lớn lên tại Oxnard, California. Ông theo học điện ảnh và video Tại Viện Nghệ thuật California, tốt nghiệp với bằng Cử nhân Mỹ thuật vào năm 1987. Tại đây, ông tham gia vào bộ phim điện ảnh sinh viên năm 1986 Bring Me the Head of Charlie Brown của Jim Reardon.

## Danh sách phim
| Năm  | Tựa đề                                 | Vai trò                                                   | Ghi chú   |
| ---- | -------------------------------------- | --------------------------------------------------------- | --------- |
| 2004 | Duck Dodgers in Attack of the Drones   | Đạo diễn                                                  | Phim ngắn |
| 2012 | Ráp-phờ đập phá                        | Đạo diễn, cốt truyện, lồng tiếng cho Sour Bill và Zangief |           |
| 2016 | Phi vụ động trời                       | Đồng đạo diễn, cốt truyện, lồng tiếng cho Larry và Doug   |           |
| 2016 | Đi tìm Dory                            | Lời cảm ơn                                                |           |
| 2018 | Ráp-phờ đập phá 2: Phá đảo thế giới ảo | Đạo diễn, cốt truyện                                      |           |